# Taikai Uemoto
Taikai Uemoto (jap. 上本 大海 Uemoto Taikai; ur. 1 czerwca 1982) – japoński piłkarz występujący na pozycji obrońcy. Obecnie występuje w Kagoshima United FC.

## Kariera klubowa
Od 2001 roku występował w klubach Júbilo Iwata, Oita Trinita, Cerezo Osaka, Vegalta Sendai, V-Varen Nagasaki i Kagoshima United FC.